# Neastacilla yuriel
Neastacilla yuriel là một loài chân đều trong họ Arcturidae. Loài này được King miêu tả khoa học năm 2003.